# آخر بازی (فیلم ۲۰۰۶)
آخر بازی (انگلیسی: End Game) یک فیلم سینمایی آمریکایی در ژانر اکشن محصول سال ۲۰۰۶ به کارگردانی اندی چنگ و با بازی کوبا گودینگ جونیور به عنوان نماینده سرویس مخفی ایالات متحده آمریکا  (الکس توماس) که در حالی که ناموفق در تلاش برای محافظت از جان رئیس جمهور آمریکا (جک اسکالیا) در برابر گلوله آدمکش‌ها است.  بعداً با کمک یک خبرنگار ثابت به نام کیت کرافورد (انجی هارمون) او توطئه گسترده ای را در پشت آنچه که در ابتدا به نظر می‌رسد یک فرد مسلح تنها بود کشف می‌کند. جیمز وودز ، برت رینولدز و آن آرچر از دیگر بازیگران این فیلم هستند. این فیلم در ابتدا قرار بود در سال ۲۰۰۵ توسط کمپانی مترو گلدوین مایر در سینماها به نمایش درآید اما با تصاحب سونی به تأخیر افتاد و در نهایت به صورت فیلم ویدئویی منتشر شد.

## بازیگران
- کوبا گودینگ جونیور در نقش الکس توماس
- انجی هارمون در نقش کیت کرافورد
- جیمز وودز در نقش وون استیونز
- پاتریک فابیان در نقش برایان مارتین
- پیتر گرین در نقش جک بالدوین
- جک اسکالیا در نقش رئیس جمهور
- آن آرچر
- دیوید سلبی در نقش شکی فولر
- برت رینولدز در نقش ژنرال مونتگومری